# Ajon
Ajon (ros. Айон) – wyspa w azjatyckiej części Rosji, na Morzu Wschodniosyberyjskim. Powierzchnia ok. 2000 km².

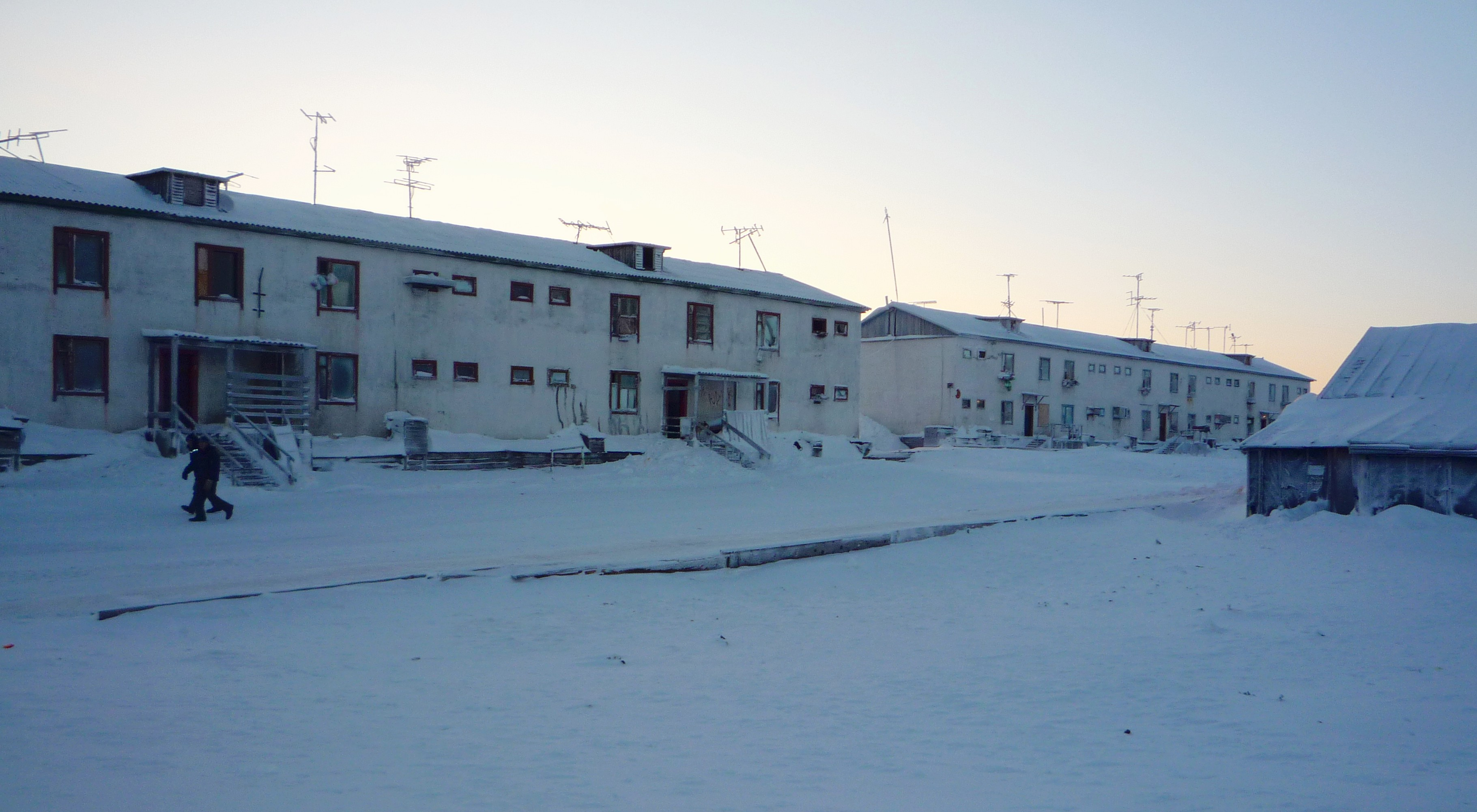
Osada Ajon, położona na tej wyspie

Leży w zachodniej części wejścia do Zatoki Czauńskiej; od stałego lądu oddzielona Cieśniną Czauńską. Zbudowana z luźnych utworów zawierających lód kopalny; wysokość do 64 m n.p.m.; silnie zabagniona; roślinność tundrowa. W lecie wypas reniferów.